# Georg Gottstein

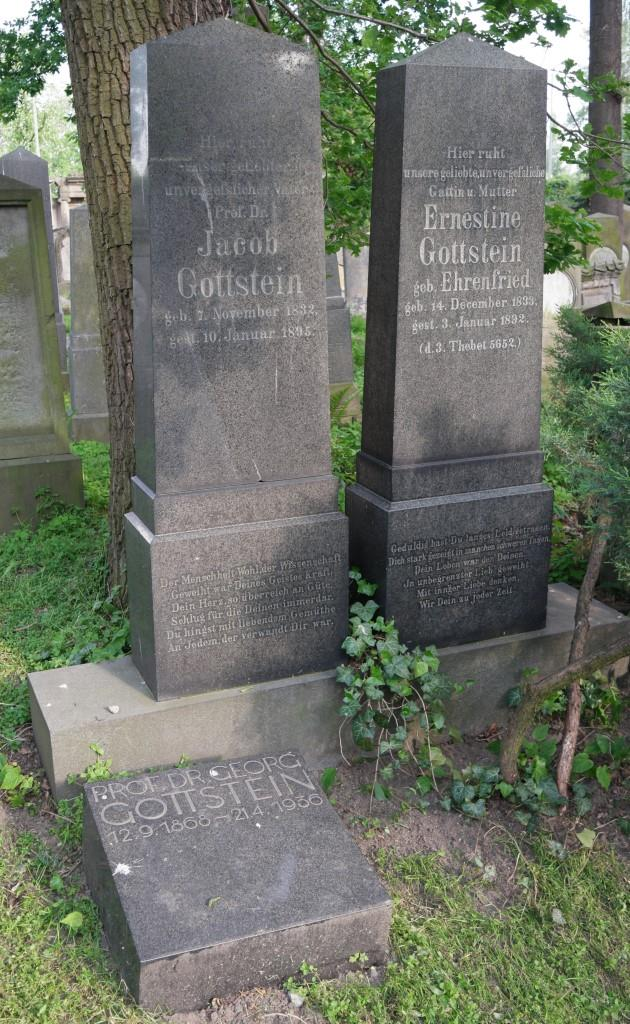
Grobowiec rodzinny na Starym Cmentarzu Żydowskim we Wrocławiu

Georg Gottstein (ur. 12 września 1868, zm. 21 kwietnia 1936 we Wrocławiu) – syn Jacoba Gottsteina (1832–1895), niemiecki lekarz, chirurg. Uczeń i asystent Jana Mikulicza-Radeckiego, kierownik oddziału chirurgicznego szpitala żydowskiego we Wrocławiu. Niezależnie od Hellera opisał zabieg kardiomiotomii. Pochowany na Starym Cmentarzu Żydowskim we Wrocławiu.

## Wybrane prace
- Versuche zur Heilung der Tetanie. Mittelst Implantation von Schilddrüse und Darreichung von Schilddrüsenextract, nebst Bemerkungen über Blutbefunde bei Tetanie[1] (1895)